# Vífilsfell
Der Vulkan Vífilsfell befindet sich im Südwesten Islands.

## Geografie
Der Vífilsfell liegt etwa 25 km von der Hauptstadt Reykjavík entfernt in Richtung Süden nicht weit von der Raststätte Litla Kaffistófan an der Ringstraße. Der Vulkan befindet sich auf dem Gemeindegebiet von Kópavogsbær, an der Gemeindegrenze zu Ölfus und an der Hellisheiði.

## Vulkanismus
Der Berg ist ein Palagonitkegel aus der Eiszeit und 655 m hoch. Er gehört zum Bergmassiv der Bláfjöll, dem beliebtesten Skigebiet der Bewohner von Reykjavík, und gleichzeitig zum Vulkansystem der Brennisteinsfjöll.

## Name
Der Name rührt von Vífill her, einem der Gefolgsleute des Ingólfur Arnarson, der der erste (offizielle) Siedler in Island war. Eine Sage erzählt, Vífill sei oft von Grotto bei Reykjavík aus zum Fischen auf die Bucht Faxaflói gefahren. Davor habe er immer eine kleine Wanderung auf den Berg gemacht, um zu sehen, ob das Wetter günstig wäre. Selbst in Luftlinie wären das 16–18 km.